# ヴァイオリンソナタ第34番 (モーツァルト)
ヴァイオリンソナタ第34番 変ロ長調 K.378(317d)は、ヴォルフガング・アマデウス・モーツァルトが作曲したヴァイオリンソナタ。K.55～K.61までの偽作（K.61はヘルマン・フリードリヒ・ラウパッハの作品）を除けば第26番である。

## 概要
女性ピアニストヨーゼファ・フォン・アウエルンハンマーに献呈した6曲のソナタのひとつで、2年近くにも及んだマンハイム・パリ旅行から帰って間もない1779年初め頃にザルツブルクで作曲されたと考えられているが、1781年のウィーンでヴァイオリンの名手ブルネッティのために作曲されたという説もあるが（現在ではこの説は有力視されている）、詳しい資料がないため不明な点が多い。
華麗で優雅な面を持っており、流麗な楽想、洗礼された雰囲気、華やかなピアノの活躍などが際立っている作品で、そこではパリ風の優美でエレガントな表現が、モーツァルトの個性を完全に同化させており、モーツァルトのヴァイオリンソナタの中でも特に親しまれ、演奏されることが多い作品となっている。また、このソナタは後のベートーヴェンのヴァイオリンソナタ第5番「春」を予告する創作であると指摘されるケースがある。

## 構成
全3楽章の構成で、演奏時間は約18分。
第1楽章 アレグロ・モデラート
　4分の4拍子。ソナタ形式で、3つの主題を持っている。抒情的な性格の2つの主題を軸にして構成されており、繊細な陰翳に富んだ柔和な世界の広がりを見せている。第1主題がピアノとヴァイオリンで2度提示されるのが特徴である。
第2楽章 アンダンテ・ソステヌート・エ・カンタービレ
　変ホ長調、4分の4拍子。三部形式で、気品を感じさせるソット・ヴォーチェのカンタービレで、内面的で情緒豊かな表現が聴き手を魅了する楽章である。
第3楽章 ロンドー.アレグロ
　8分の3拍子。エレガントなフランス風の優雅なロンドーによるフィナーレで、躍動感に富んだ主要主題を軸にして構成され、明るく、華やかに作品の最後を盛り上げている。